# NGC 1395
NGC 1395 هي مجرة تتبع كوكبة النهر. اكتشفها ويليام هيرشل في 17 نوفمبر 1784.

## روابط خارجية
- NGC 1395 على موقع ويكي سكاي: DSS2, SDSS, GALEX, IRAS, Hydrogen α, X-Ray, Astrophoto, Sky Map, Articles and images